# Méthoxy arachidonyl fluorophosphonate
Le méthoxy arachidonyl fluorophosphonate (MAFP) est un dérivé de l'acide arachidonique qui agit comme inhibiteur de quasiment toutes les hydrolases à sérine et les protéases à sérine. Il inhibe particulièrement la phospholipase A2 et l'hydrolase des amides d'acides gras, avec une concentration inhibitrice médiane IC50 de l'ordre de quelques nanomoles par litre. 